# Edmund Attems
Edmund hrabě von Attems-Heiligenkreuz (17. září 1847 Linec – 26. května 1929 Bad Hofgastein) byl rakouský šlechtic a politik německé národnosti ze Štýrska, na přelomu 19. a 20. století poslanec Říšské rady a zemský hejtman Štýrska.

## Biografie

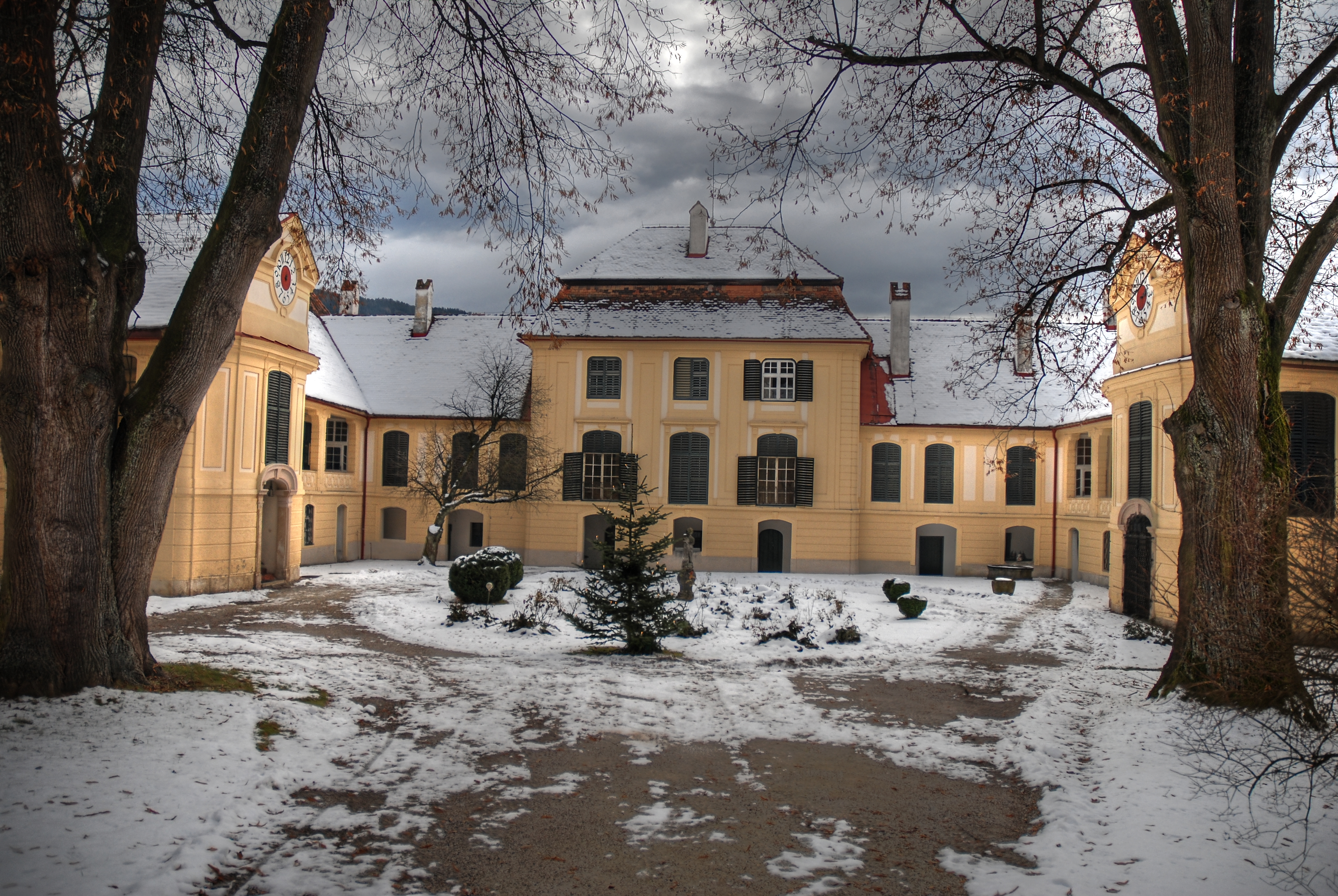
Zámek Kindberg (Štýrsko)

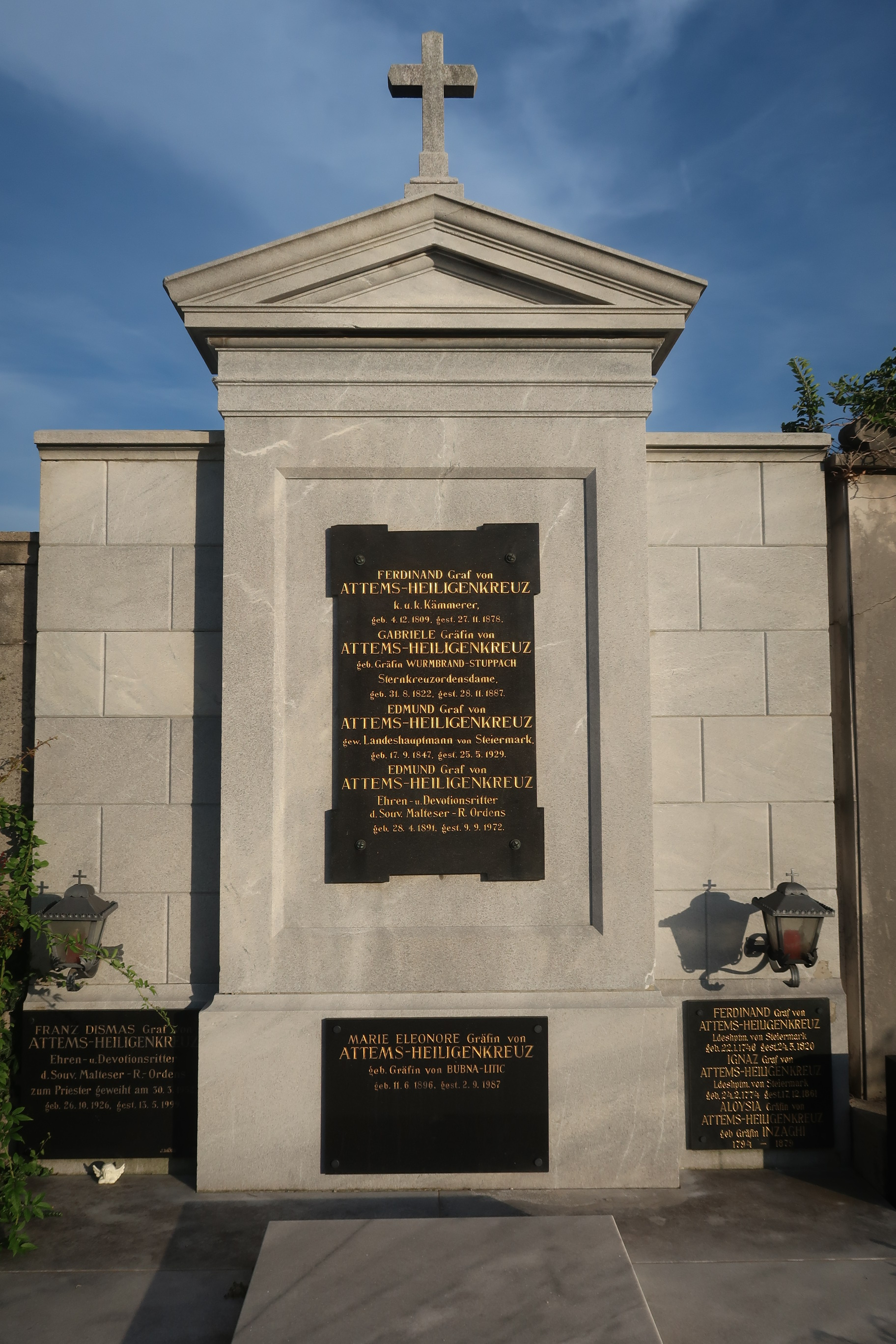
Hrobka rodiny Attemsů na hřbitově St Peter Friedhof ve Štýrském Hradci

Pocházel ze starého rakouského šlechtického rodu Attemsů, patřil k linii Attems-Heiligenkreuz. Narodil se jako druhorozený syn vládního rady hraběte Ferdinanda Attemse (1809–1878) a jeho manželky Gabriely, rozené hraběnky von Wurmbrand-Stuppach (1822–1887). Základní a středoškolské vzdělání absolvoval v rodném Linzi, poté vystudoval techniku ve Štýrském Hradci. Nastoupil do ústředního výboru štýrské zemské zemědělské společnosti, kde zasedal po více než 20 let.
Od roku 1884 působil jako poslanec Štýrského zemského sněmu, kam byl zvolen za velkostatkářskou kurii. Ještě téhož roku usedl i do zemského výboru. V zemském výboru vedl silniční referát, později referát zdravotní. V roce 1890 mandát na zemském sněmu obhájil. V prosinci 1893 se stal zemským hejtmanem Štýrska. Na postu zemského hejtmana působil v letech 1893–1896 a 1897–1918.
Byl i poslancem Říšské rady (celostátního parlamentu Předlitavska), kam usedl v doplňovacích volbách roku 1895 za kurii velkostatkářskou ve Štýrsku, obvod Salcburk, Golling atd. Nastoupil 21. února 1895 místo Karla Stürgkha. Mandát obhájil v řádných volbách roku 1897 a volbách roku 1901. Ve volebním období 1891–1897 se uvádí jako hrabě Edmund Attems, zemský hejtman a statkář, bytem Štýrský Hradec.
Politicky se profiloval jako německý liberál. V roce 1895 byl po svém nástupu do Říšské rady přijat za člena klubu Sjednocené německé levice, do kterého se spojilo několik ústavověrných (liberálně a centralisticky orientovaných) proudů. Po volbách roku 1901 se uvádí jako ústavověrný statkář.
Byl majitelem fideikomisních velkostatků Oberkindberg a Lichtenegg ve Štýrsku. Ve Štýrském Hradci rodině patřil palác Palais Attems v ulici Sackstraße 17. 

## Tituly a ocenění
Ve funkci štýrského zemského hejtmana obdržel v roce 1896 titul c. k. tajného rady s nárokem na oslovení Excelence. Za zásluhy byl nositelem Řádu železné koruny III. třídy (1893) a I. třídy (1907). Za první světové války získal Válečný kříž Za občanské zásluhy (1916), v zahraničí byl držitelem velkokříže württemberského Fridrichova řádu. Mimo jiné získal také čestné občanství v několika městech ve Štýrsku (Ptuj, Fürstenfeld). V roce 1917 byl jmenován doživotním členem Panské sněmovny (nevolená horní komora Říšské rady).
Zemřel v květnu 1929. Pohřben byl v rodinné hrobce Attemsů na hřbitově St Peter ve Štýrském Hradci.